# Вишневе (Гайський міський округ)
Вишне́ве (рос. Вишнёвое) — село у складі Гайського міського округу Оренбурзької області, Росія.

## Населення
Населення — 339 осіб (2010; 518 у 2002).
Національний склад (станом на 2002 рік):
- росіяни — 50 %